# LG G4
LG G4 (H818) — Android-смартфон, разработанный LG Electronics как часть серии LG G. Представлен 28 апреля 2015 года, впервые выпущен в Южной Корее 29 апреля 2015 года и широко выпущен в июне 2015 года в качестве преемника LG G3 2014 года. G4 — это прежде всего эволюция смартфона LG G3 с изменениями в общем дизайне, дисплее и камере.
LG G4 получил отзывы от смешанных до положительных; высоко оценивая качество дисплея, камеру и общую производительность G4, критики охарактеризовали G4 как надежное устройство, которое не содержало достаточно существенных изменений или инноваций по сравнению с его предшественником, чтобы выделить устройство среди основных конкурентов, но могло привлечь мощность. пользователям, которым нужен смартфон с расширяемой памятью и съемным аккумулятором из-за исключения этих функций у его основного конкурента Samsung Galaxy S6 при запуске.
Устройство также стало предметом критики из-за случаев отказа оборудования, вызванного производственными дефектами, называемыми «бутлупами», кульминацией которых стал коллективный иск, поданный в марте 2017 года.

## История
LG G4 был представлен 28 апреля 2015 года на презентации, которая проходила одновременно в Нью-Йорке, Лондоне, Париже, Сингапуре, Сеуле и Стамбуле. Главной отличительной особенностью нового флагмана от предыдущего стал дисплей, построенный на основе квантовых точек, а также кожаная отделка задней крышки.

## Особенности
Задняя крышка LG G4 может быть выполнена как из пластика, так и из натуральной кожи с разными цветами исполнения.
В камеру встроен датчик цветового спектра, который перед тем, как сделать снимок, анализирует все оттенки цвета.
Для более резких и качественных фотографий в темное время суток, рядом с камерой расположен лазерный автофокус, измеряющий расстояние до объекта съёмки.
На смартфоне предустановлено приложение QRemote, которое позволяет превращать смартфон в пульт управления для различной бытовой техники.
Можно заряжать батарею отдельно от аппарата.

## Технические характеристики

### Аппаратное обеспечение
LG G4 построен на базе шестиядерного процессора Snapdragon 808 с Quad-core 1.44 Ггц Cortex-A53 и dual-core 1.82 Ггц Cortex-A57, в паре с 3 Гб оперативной памяти типа LPDDR3.
Аккумулятор имеет объём 3000 мАч, чего, по словам производителя, хватает на 20 часов разговора по сотовой сети.
Дисплей имеет размер 5,5 дюйма с разрешением Quad HD и плотностью пикселей 538 ppi. Тип дисплея: Quantum IPS (In-Cell touch).
Основная камера имеет разрешение 16 Мп с лазерным автофокусом, оптической стабилизацией и диафрагмой F1.8, а фронтальная камера 8 Мп.

### Программное обеспечение
На смартфоне установлен Android 5.1 (Lollipop) с фирменной оболочкой LG UX 4.0 (возможно обновление до Android 9.0).
При покупке смартфона для хранения данных в облаке в Google Drive предоставляется 115 Гб памяти.
LG G4 способен проигрывать видео с форматами MP4, DviX, Xvid, H.264, WMV player и аудио с форматами MP3, WAV, FLAC, eAAC+, WMA player.

## Доступные варианты
- Смартфон доступен как в кожаном, так и в пластиковом исполнении задней панели.
- Цвета кожаной версии: чёрный, коричневый, красный, бежевый, жёлтый, голубой.
- Цвета пластиковой версии: серебристый.
- Объём памяти может составлять только 32 Гб с возможностью расширения картой памяти[9] до 128 Гб.

## Приём
Критики встретили LG G4 отзывами от смешанных до положительных. The Verge считает, что G4 может понравиться опытным пользователям, отчужденным от удаления расширяемой памяти и сменных батарей в недавно выпущенном Samsung Galaxy S6. Дисплей получил высокую оценку за улучшенную точность цветопередачи и энергоэффективность по сравнению с G3, отметив, что он «так же хорош, если не лучше», чем S6. Заднюю камеру G4 хвалили за качество и цветопередачу, а также за «всеобъемлющий» ручной режим и «необычную» способность сохранять необработанные изображения, но было отмечено, что ее автофокус иногда пропускал фокус или требовалось много времени для достижения фокуса, и что в ручном режиме не было элементов управления насыщенностью или резкостью. Программное обеспечение LG подвергалось критике за то, что оно относительно не изменилось по сравнению с G3, а также за то, что оно страдает от расползания функций и «уродливой» эстетики. G4 получил 7,9 балла из 10, сделав вывод, что он «на самом деле работает просто отлично, но вы не увидите его в руках каждого человека на государственной ярмарке этим летом».
Производительность LG G4 отличалась от устройств, использующих процессор Qualcomm Snapdragon 810 (таких как LG G Flex 2), которые, как известно, имели проблемы с перегревом. Ars Technica считает, что необходимость дросселирования задач, интенсивно использующих ЦП, для предотвращения перегрева отрицательно сказывается на производительности 810, утверждая, что в результате Snapdragon 808 в G4 в некоторых случаях работал лучше, чем 810 (представлено в сравнительном тестировании с HTC One M9), но процессор Exynos в Galaxy S6 имел лучшую общую производительность, чем два чипа Snapdragon в тестах. Считая его камеру лучшей частью устройства, Ars Technica пришла к выводу, что G4 был «совершенно компетентным смартфоном, но особо не выделяющимся».